# Hemnskjela
Hemnskjela est une île habitée de la commune de Hitra , en mer de Norvège dans le comté de Trøndelag en Norvège.

## Description
L'île de 4,4 km2 est situé dans le détroit de Trondheimsleia (en) à l'embouchure du Hemnfjorden (en), à seulement 2 kilomètres au sud du village de Sandstad sur l'île voisine de Hitra.
L'entrée sud du tunnel de Hitra est située sur l'île de Hemnskjela. Le tunnel relie le village de Sandstad sur l'île de Hitra à Hemnskjela (sous la Trondheimsleia). Ensuite, le pont Hemnskjel relie l'île de Hemnskjela à la partie continentale de Hitra. Le phare de Terningen se trouve à environ 3 kilomètres à l'ouest de l'île.
Les découvertes d'artefacts datant d'il y a 12 000 ans montrent que l'histoire de l'île remonte à l'âge de pierre. Les découvertes d'objets en silex montrent que la région faisait partie de la culture Fosna-Hensbacka.

## Galerie

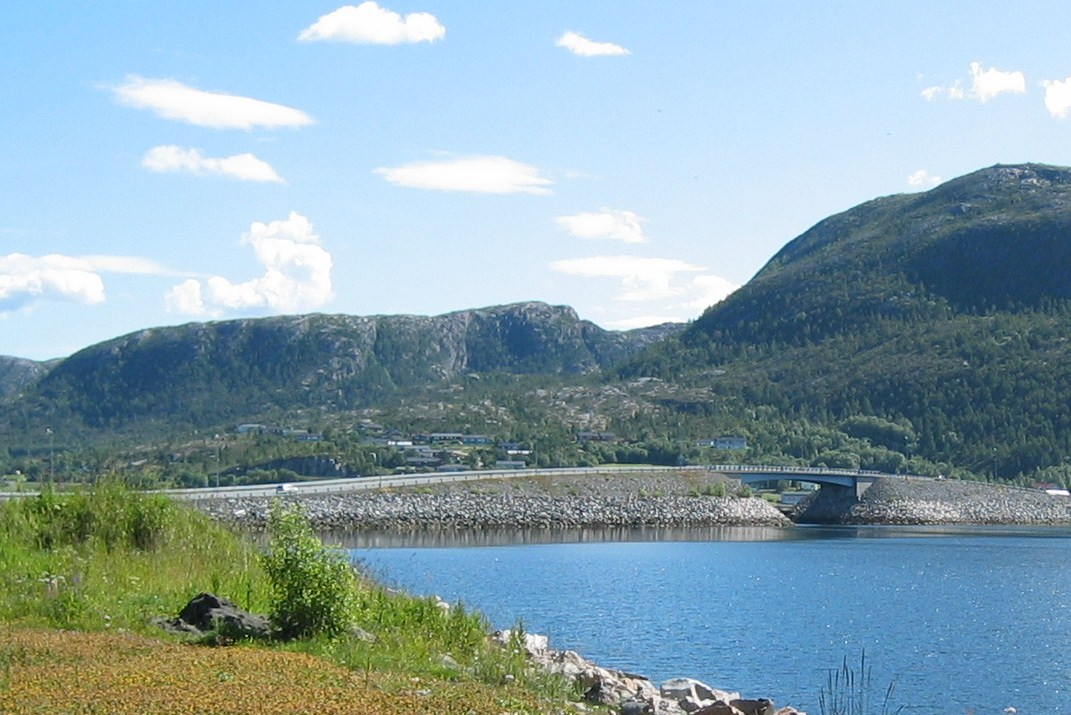
Pont de Hemneskjela
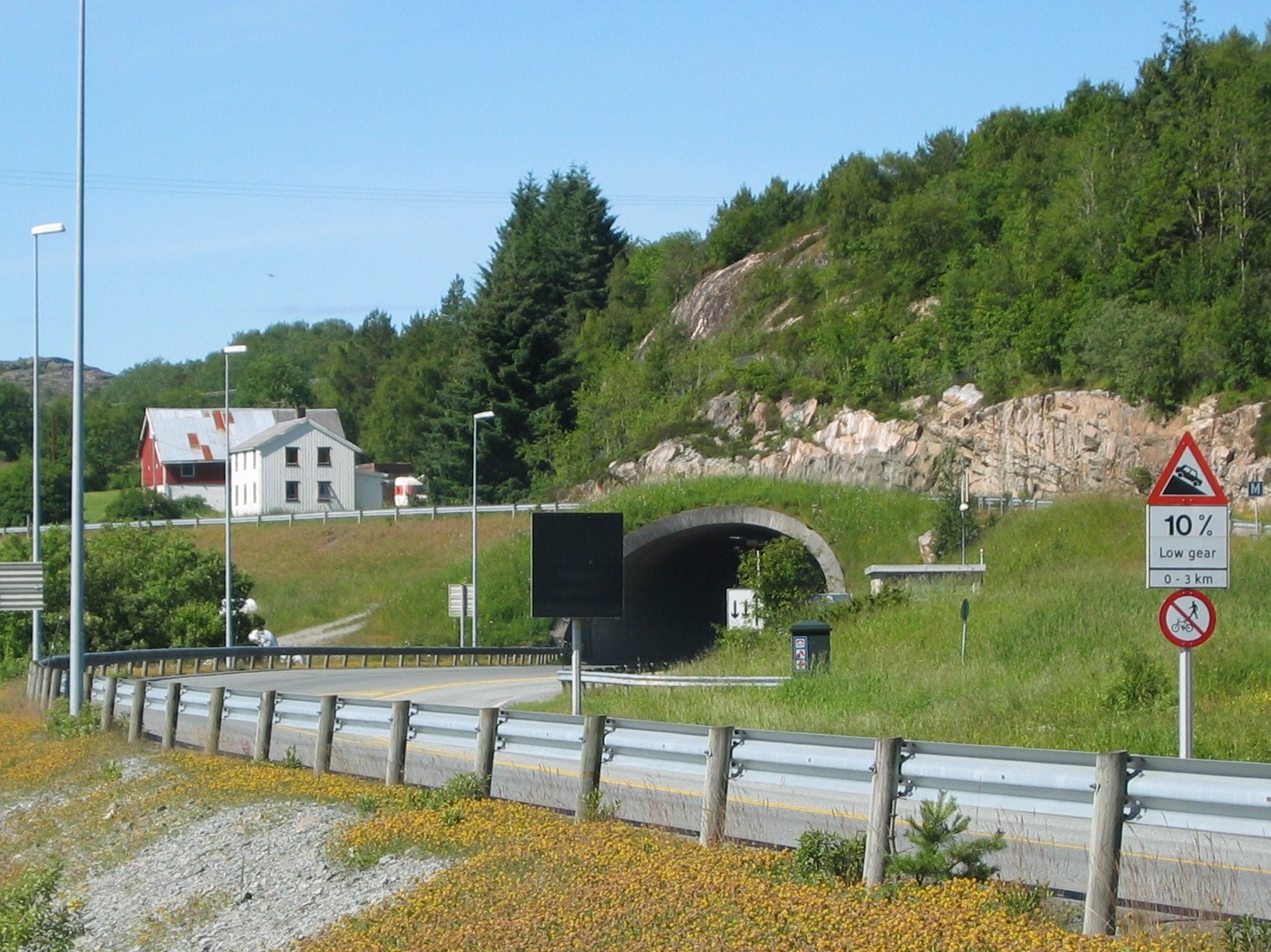
Tunnel de Hitra à Hemnskela
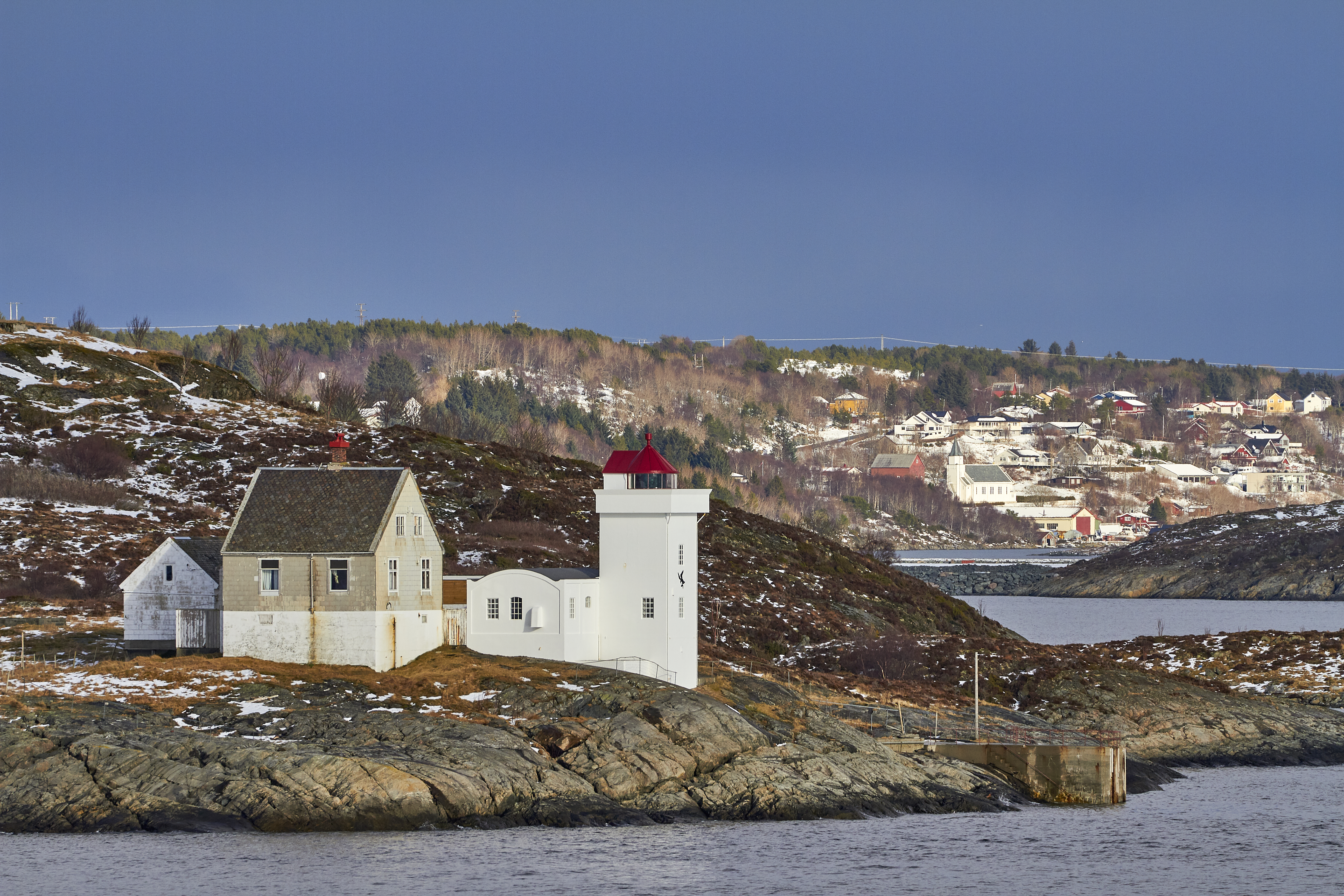
Phare de Terningen